# المسيحية في كينيا

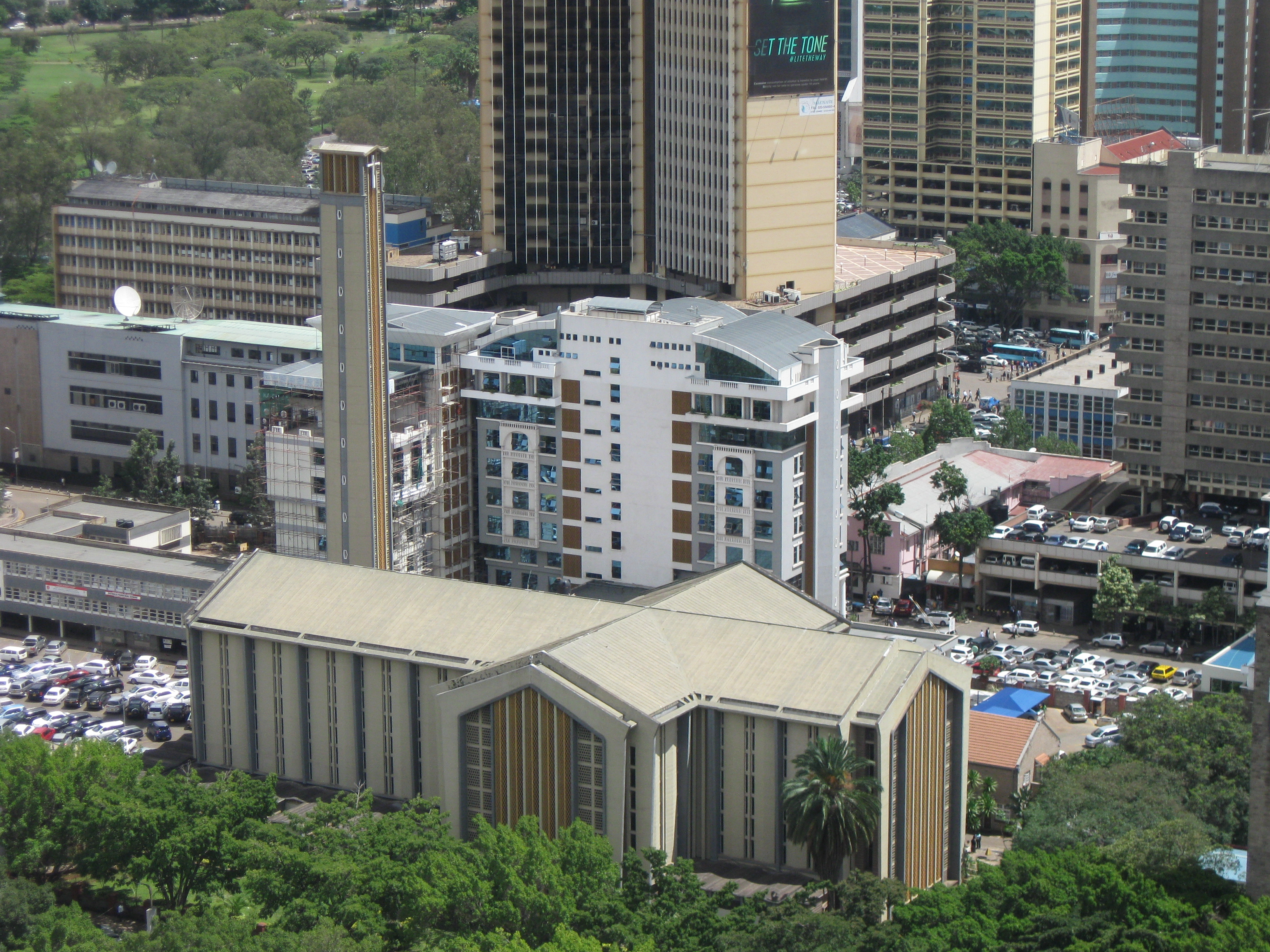
كاتدرائية بازيليكا العائلة المقدسة الكاثوليكيَّة في نيروبي.

تُشكل المسيحية في كينيا أكثر الديانات انتشاراً بين السكان، وفقاً لتقديرات تعداد السكاني عام 2019 فإن حوالي 85.8% من السكان من المسيحيين. دخلت الكاثوليكية لأول في كينيا في القرن الخامس عشر على يد البرتغاليين، وانتشر بسرعة خلال القرن العشرين من قبل المستعمرين. معظم سكان المناطق الغربية من منطقة الساحل من المسيحيين. حالياً تعد الكنائس البروتستانتية الطوائف المسيحيَّة الرئيسية في كينيا، ويُشكل أتباعها وفقاً لتعداد السكان حوالي 60% من التركيبة الدينية في البلاد. في حين يمثل أتباع الكنيسة الرومانية الكاثوليكية حوالي 20.4% من السكان.
لعب التفسير الحرفي للتوراة عند مسيحيين كينيا دوراً هامّاً في تثبيت ختان الذكور في هذا البلد. وبينما مارست عدَّة مُجتمعات مسيحيَّة في البلاد عادة ختان الإناث بسبب العادات والتقاليد المحليَّة، وهو لم تظهر مُعارضته إلَّا على يد البعثات التبشيريَّة الأوروپيَّة.

## تاريخ

### العصور المبكرة

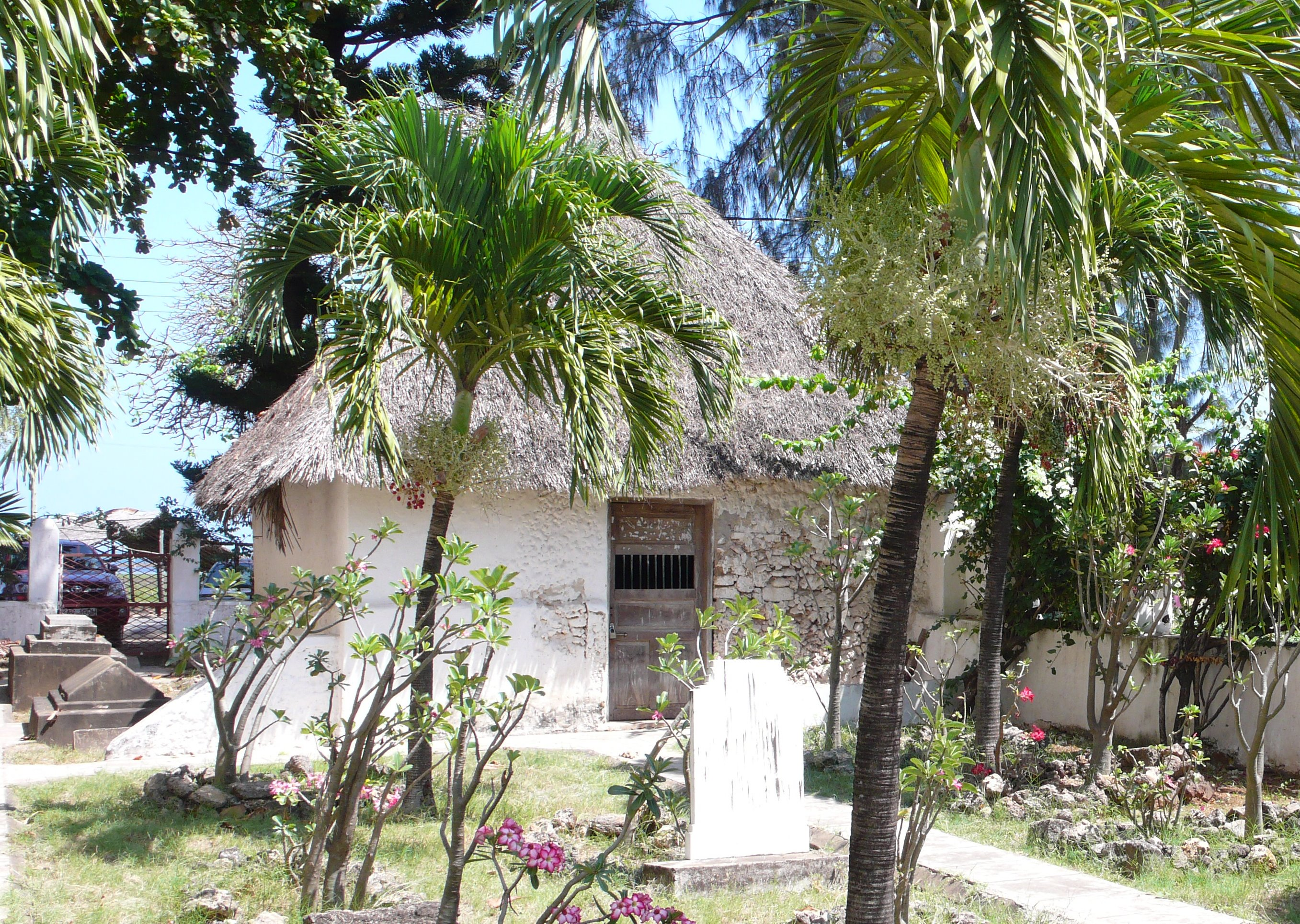
مصلى فاسكو دا غاما في ماليندي.

في عام 1498م، قام البرتغالي فاسكو دا غاما بالإبحار حول رأس الرجاء الصالح، ووصل إلى الساحل الكيني. وفي أوائل القرن السادس عشر الميلادي، استطاع البرتغاليون الاستيلاء على المنطقة الساحلية من العرب، وحققوا أرباحـًا هائلة من التجارة في كينيا. ولكن سلطنة مسقط وعمان استطاعت هزيمة البرتغاليين في أواخر القرن السابع عشر، واستعادة السيطرة على المنطقة. لكن تعود بداية التبشير المسيحي المنتظم بين الشعوب الأصلية في كينيا، في الغالب بين شعب الماساي وكيكويو، إلى منتصف القرن الثامن عشر مع دخول المبشرين البروتستانت إليها في عام 1844. وزاد هذا التأثير البروتستانتي بعد عام 1887 عندما سقطت كينيا تحت سيطرة شركة امبريال البريطانية شرق إفريقيا. وصل إلى البلاد رهبان من جمعية الروح القدس قادمين من تنجانيقا في عام 1892، وأصبحت كينيا خاضعة روحياً لمحافظة زنجبار الرسولية (والتي أصبحت نيابة رسولية في عام 1906). جاء مبشرين كاثوليك إلى البلاد في عام 1902 وفي عام 1904، تلاه قدوم مبشرين من جمعية باتريك التبشيرية في عام 1953. كانت اللامبالاة لدى السكان الأصليين، والصعوبات اللغوية والتأثيرات الإسلامية في المناطق الساحلية للبلاد، تُمثل عقبات هائلة أمام جهود التبشير الكاثوليكي، لكن الكاثوليكية نمت، خاصةً من خلال ترويجها للتعليم.
في عام 1920 أصبحت كينيا مستعمرة تابعة للتاج البريطاني. وتم تحسين البلاد من خلال بناء السكك الحديدية لتعزيز التجارة، وتم تخصيص أجزاء من البلاد لبناء مستوطنات حصرية للسكان البريطانيين الذين هاجروا إلى أفريقيا خلال الحقبة الإستعمارية، وهي خطوة أثارت غضب وسخط السكان المحليين ضد الحكم البريطاني. بدايةً من سنة 1925، وانطلاقًا من بعثة الكنيسة الإسكتلنديَّة، أقدمت عدَّة بعثات تبشريَّة في أفريقيا على حظر خِتان النساء بين النصارى والمُتنصرين الأفارقة، الأمر الذي تسبب بترك الكثير من الأفارقة لِهذه الكنيسة وطُرد الكثيرون غيرهم. جعلت هذه المُواجهة بين الكنيسة وأهالي البلاد المُتمسكين بِعاداتهم وتقاليدهم، جعلت من الخِتان نُقطةً محوريَّة في حركة الاستقلال الكينيَّة؛ وقد عُرفت الفترة المُمتدَّة بين سنتيّ 1929 و1931 في تاريخ البلاد باسم «عهد الجدال حول خِتان الإناث». من ناحية أخرى ما يزال المسيحيون الكينيون، يختنون ذكورهم في الغالب كالمسلمين رغم أن شريعة الختان قد أسقطت في العهد الجديد أي أن مختلف الكنائس لا تلزم أتباعها بها. ومنحت السلطات البريطانية البعثات التبشيرية المسيحية فرص الحركة والإنتشار، وأٌسند لها الإشراف على التعليم، فشيّدَت المدارس والكنائس والمستشفيات، وطورت التعليم المهني والتعليم العام.

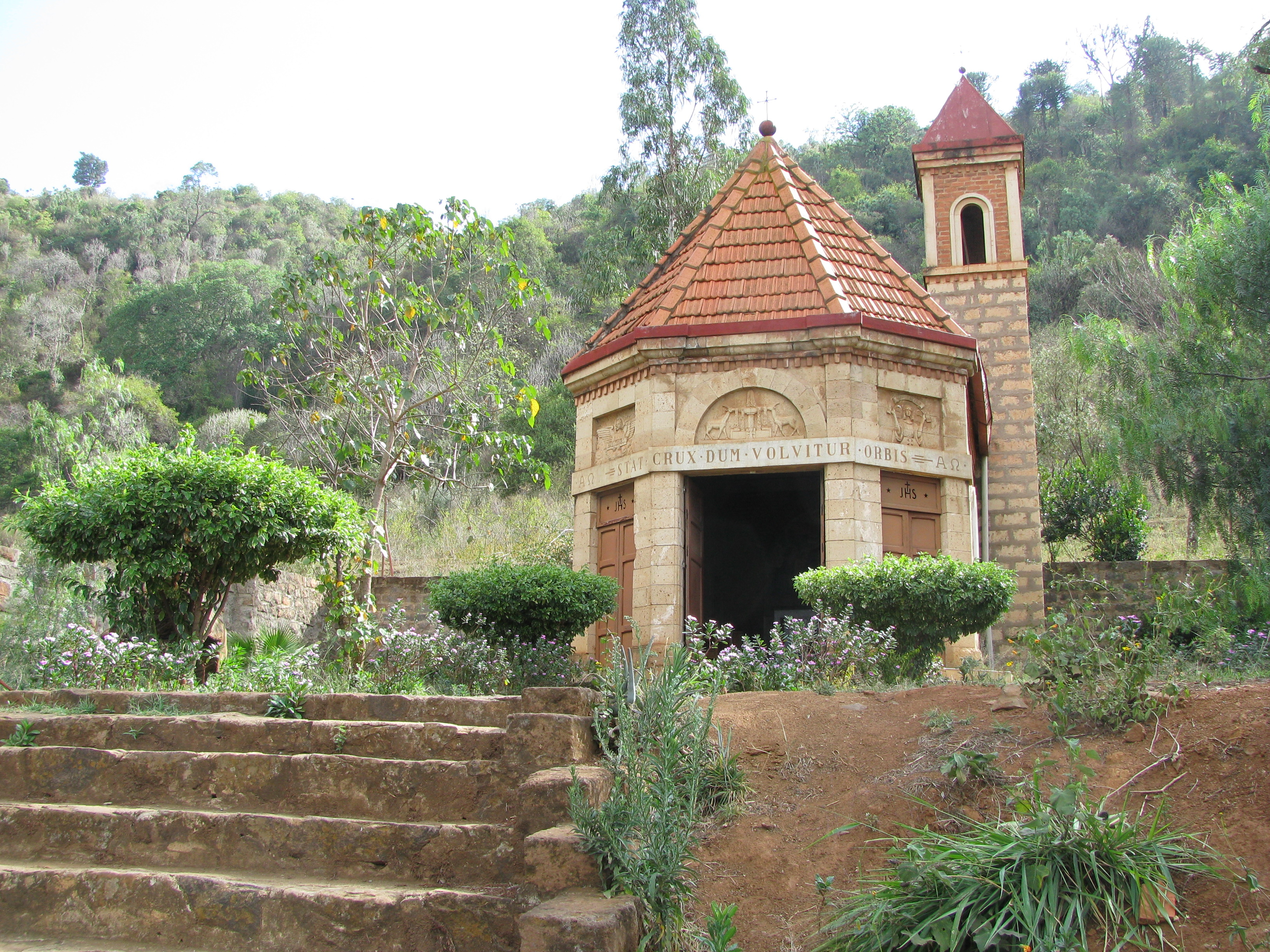
كنيسة في كينيا.

وفقاً للباحث ماوري براون كان المبشرين المسيحيين متحمسين ويؤمنون أن جلب المسيحية إلى الشعوب الأصلية في شرق أفريقيا كان جزءًا من مهمة بريطانيا الحضارية. وفقاً لجومو كينياتا قام المبشرين المسيحيين «بالكثير من العمل الجيد لأنه من خلال التبشير حصل العديد من الكيكويو على تعليمهم الأول وتمكنوا من تعلم القراءة والكتابة... أيضًا، كذلك الجانب الطبي منه: قام المبشرين بعمل جيد للغاية، وفي نفس الوقت أعتقد أن المبشرين... لم يفهموا قيمة العادات الأفريقية، وحاول العديد منهم القضاء على بعض العادات دون معرفة الدور الذي يلعبونه في حياة الكيكويو. .. هم يزعجون حياة الناس».
التمثيل المتكافئ في الحكومة الإستعمارية، وكذلك تفكيك البنى الاجتماعية التي تفصل بين الأعراق والقومية المتصاعدة أدت إلى انتفاضة ماو ماو في الخمسينيات من القرن العشرين، والتي قُتل خلالها العديد من المسيحيين الأفارقة. وفقاً للباحثة كارولين إلكينز، لعب المبشرون الأوروبيون والمسيحيون الكينيون الأصليون خلال انتفاضة ماو ماو دور من خلال زيارة المعسكرات للتبشير والتشجيع للامتثال للسلطات الاستعمارية، وتوفير المعلومات الاستخباراتية، وفي بعض الأحيان المساعدة في الاستجواب. خلال الحرب العالمية الثانية، استمرت جهود الكنائس المسيحية في التبشير بين المواطنين الكينيين، وازدادت التحويلات إلى المسيحية، لا سيما بين شعب الكيكويو. كان توفير الفرص للكينيين لتلقي التعليم الأساسي في المدارس التابعة للكنيسة الكاثوليكية عاملاً في رفع المستوى التعليمي للسكان خلال القرن العشرين، وأبرز إرث ثقافي للكنيسة الكاثوليكية. في عام 1953 تم تأسيس التسلسل الهرمي للكنيسة الكاثوليكية في البلاد، وأصبحت العاصمة نيروبي مقرًا لإقامة أسقف البلاد. عشية استقلال كينيا عام 1963، كان حوالي 10% من السكان مسلمين، وحوالي 20% من المسيحيون (بما في ذلك 820,000 بروتستانتي) والبقية كانت تُمارس الديانات الأفريقية التقليدية والتي ضمت أحيانًا عناصر مسيحية.

### الاستقلال

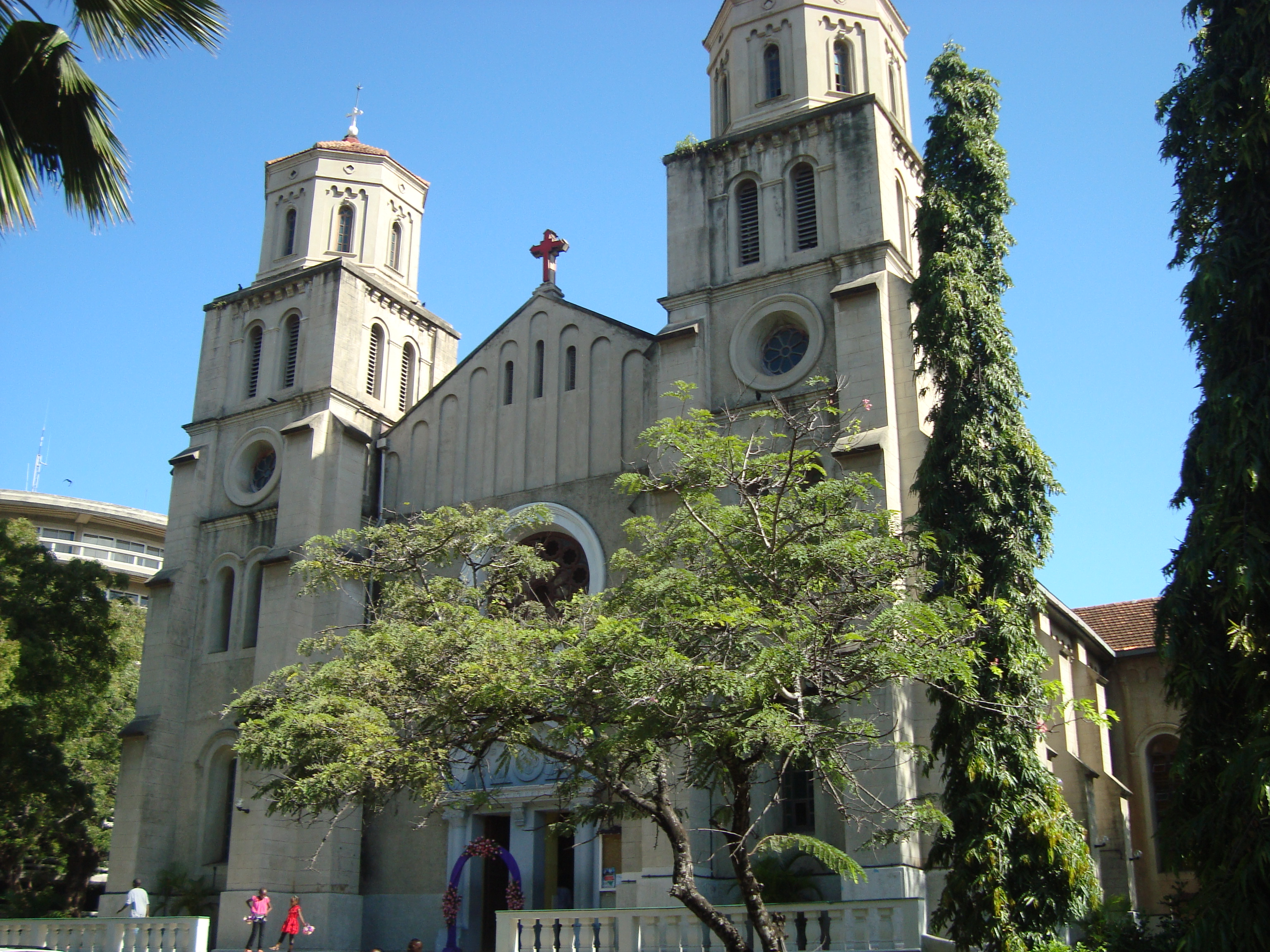
كاتدرائية الروح القدس في نيروبي.

كان جومو كينياتا سياسي كيني وناشط مناهض للاستعمار تولى منصب رئيس وزراء كينيا من عام 1963 حتى عام 1964. وبعدها أصبح أول رئيس في تاريخ البلاد من عام 1964 حتى وفاته عام 1978. وهو أول رئيس حكومة من سكان البلاد الأصليين. لعب كينياتا دوراً هاماً في انتقال كينيا من مستعمرة تابعة للإمبراطورية البريطانية إلى جمهورية مستقلة. كان من الناحية الأيديولوجية محافظاً وقومياً أفريقياً. وكان قد أعتنق المسيحية في فترة شبابه خلال دراسته في مدارس بعثة الكنيسة الإسكتلنديَّة. في عام 1978 توفي جومو كينياتا، وتولى دانيال آراب موي الحكم في نفس العام. أثارت حكومةدانيال آراب موي، والتي اتهمت بكونها غير شعبية وغير فعالة وفاسدة، مزيدًا من الاضطرابات ومحاولة انقلاب فاشلة قبل موافقته على الانتخابات في عام 1991. ولم يؤد فوزه المستمر في الانتخابات متعددة الأحزاب التي أجريت خلال التسعينيات في القرن العشرين إلى تحقيق الاستقرار في السياسة الكينية، واستمر العنف العرقي. في عام 1998 تم تفجير السفارة الأمريكية في نيروبي، مما خلف العديد من الضحايا؛ ولعبت الكنيسة الكاثوليكية دوراً فاعلاً في تخفيف المعاناة التي أعقبت هذه المأساة. وعلى الرغم اتهامات الفساد الحكومي في جميع أنحاء البلاد، واصل قادة الكنيسة الكاثوليكية في كينيا التحدث علنًا ضد الفقر والتحيز العرقي والقضايا الاجتماعية الأخرى التي هددت نوعية الحياة في كينيا في القرن الحادي والعشرين. وكان من بين هؤلاء القادة رئيس أساقفة نيروبي رافائيل ندينجي موانا نزيكي والكاهن جون كايزر. وقُتل الكاهن جون كايزر في أغسطس من عام 2000، ويُعتقد أن وفاته كانت نتيجة لهجومه وانتقاده للحكومة؛ وواصلت الشرطة عرقلة التحقيقات في وفاته.

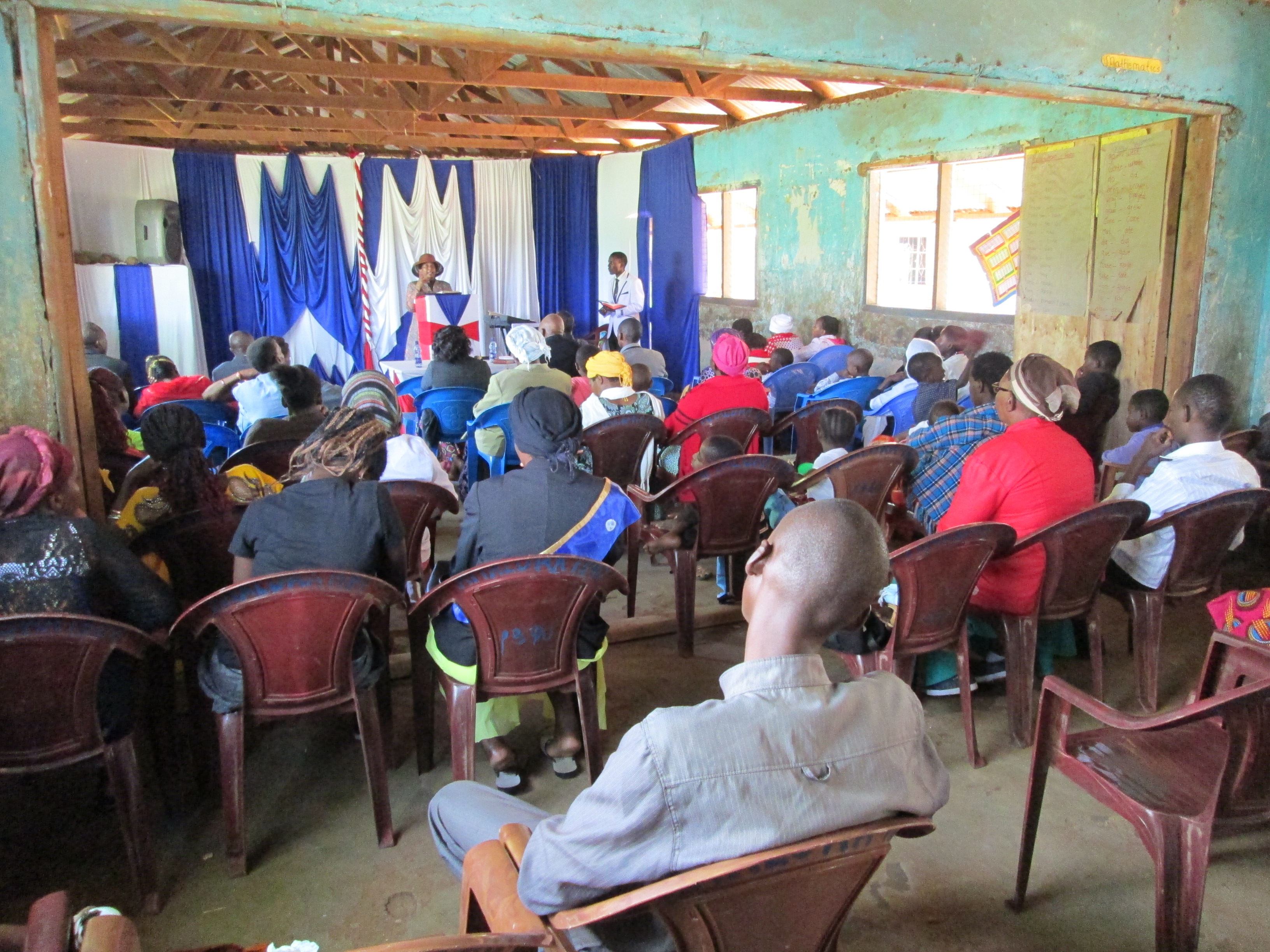
مسيحيون خلال حلقة لدراسة الكتاب المقدس.

عندما انتقل الرئيس دانيال أراب موي لتعزيز سلطته عن طريق قمع حرية التعبير والحد من المعارضة السياسيَّة، حث زعماء الكنيسة الأنجليكانية أتباعهم للدفاع عن الحقوق المدنية. ندد الأسقف ديفيد جيتاري بالضوابط الانتخابية في خطبة عام 1987 والتي تلقت انتقادات كبيرة من أنصار دانيال أراب موي، لكن قادة الكنيسة الآخرين سرعان ما انضموا إلى انتقادات جيتاري. في عام 1990 انتقد كل من الأسقف هنري أوكولو وألكسندر موغ تحقيق الدولة في مقتل وزير الخارجية المعتدل روبرت أوكو. وكان الاسقف موغ قد قُتل في حادث سيارة مشتبه به في وقت لاحق من العام بعد تلقى تهديدات مفتوحة من مسؤول حكومي. ودفع موته إلى قيام الأسقف جيتاري، وأوكولو، والقادة الأنجليكان الآخرين بدور عام أكثر نشاطاً، ودعم الانتقال إلى حكومة ديمقراطية متعددة الأحزاب.
على الرغم من الجدل الدائر حول إدارته، دعا دانيال آراب موي إلى العديد من السياسات الاجتماعية التي تتماشى مع العقيدة المسيحيية. على سبيل المثال، في عام 1996، حظرَّ تدريس التربية الجنسية في المدارس الكينية. بينما واصلت الحكومة احترام الحرية الدينية، قامت بنشاط بتقييد بعض الأنشطة غير العبادية للكنيسة. في أبريل من عام 2000، فضت الشرطة تجمعًا للكاثوليك في كنيسة لايكيبيا على أساس أن المشاركين كانوا مقاتلين من أجل الحرية. تضمنت الجهود المسكونية للكنيسة في كينيا إنشاء حركة السلام بين الأديان، التي جمعت بين المسلمين والكاثوليك والهندوس والبروتستانت. على الرغم من هذه الجهود، حصلت اشتباكات بين المسلمين والمسيحيين تم الإبلاغ عنها خلال التسعينيات من القرن العشرين، وفي عام 1996 تم تدنيس كنيسة كاثوليكية في نيروبي من قبل بروتستانت أصوليين. منذ استقلال البلاد نمت أعداد المسيحيين بسرعة، وأصبح أتباع الديانة المسيحية الأغلبية السكانية، وفقاً لتقديرات تعداد السكاني عام 2019 فإن حوالي 85.8% من السكان من المسيحيين، ومعظم سكان المناطق الغربية من منطقة الساحل من المسيحيين. وتنشط الكنيسة الكينية الكاثوليكية في استخدام وسائل الاتصال الحديثة، على سبيل المثال، لدى أبرشية ناكورو محطتان إذاعيتان، وهي «راديو أماني» و«راديو أوموجا».

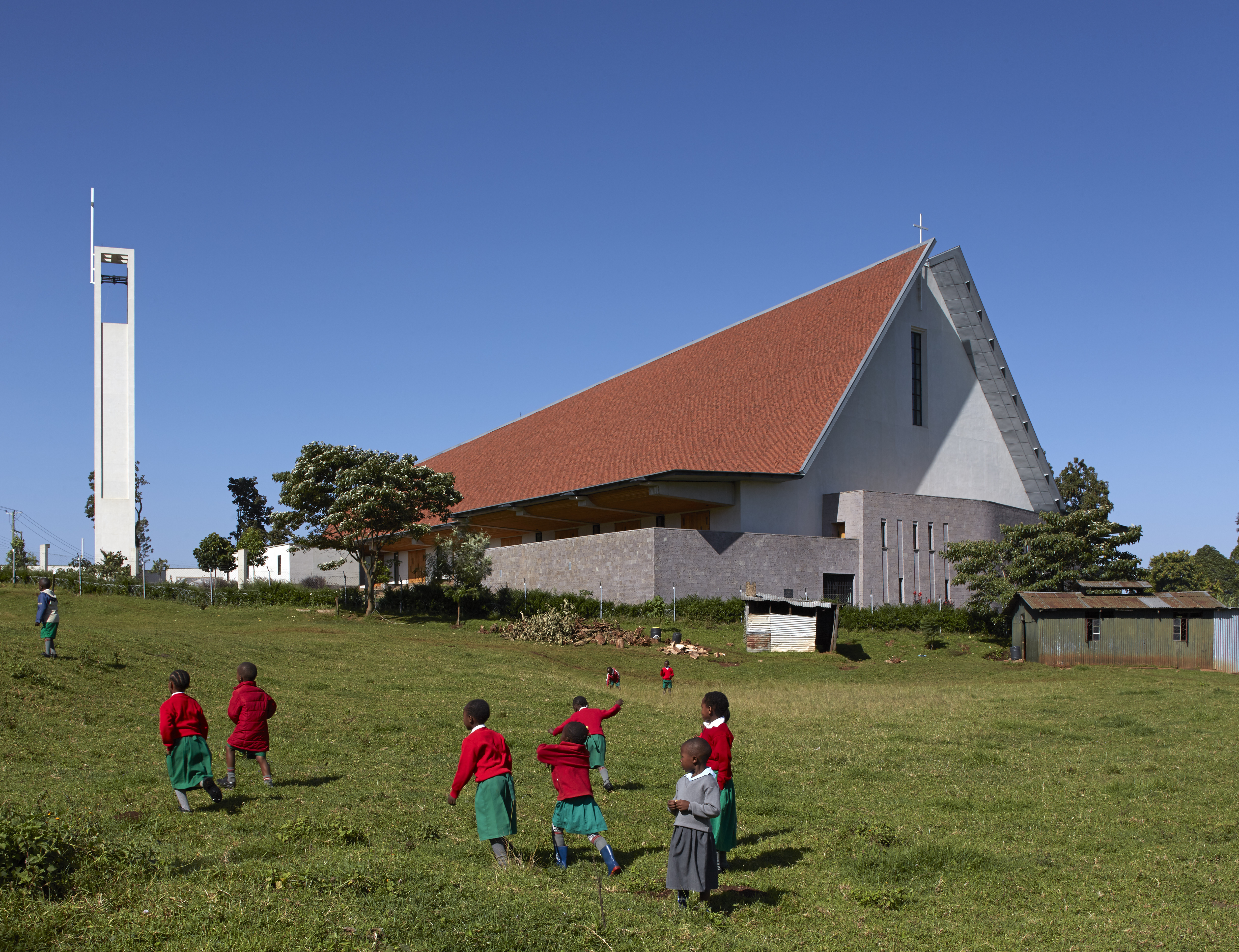
كاتدرائية الروح القدس في محافظة الوادي المتصدع.

اعتادت كينيا أن تكون بلدًا مستقرًا ونموذجيًا للمنطقة، واستمرت في الحفاظ على هذه الصورة حتى النصف الأول من العقد الأول من القرن الحادي والعشرين. وبدأ هذا الوضع يتغير في منتصف عام 2005، ووصل إلى ذروته في عام 2007 وعام 2008، بسبب الاستقطاب الانتخابي، ومن ثم أيضًا، ساهمت الصراعات في تصاعد التشدد الإسلامي في المنطقة. في 2 أبريل عام 2015، قام رجال مسلحون باقتحام كلية جامعة گاريسا في مقاطعة گاريسّا في كينيا، مؤدين لمقتل ما لا يقل عن 147 طالبًا، وجرح 79 أو يزيد. ادعى المنفذون بأنهم من حركة الشباب الصومالية، قائلين بأنهم هاجموا الجامعة لأنها كانت في إقليم مسلمين مستعمر من قِبَل غير المسلمين. قام المنفذون بأخذ 700 من الطلاب المسيحيين كرهائن، وقتل أولئك الذين عرفوا بأنهم مسيحيون، ثم أطلقوا سراح المسلمين فقط. انتهى الحصار بمقتل المسلحين الأربعة.
عموماً العلاقات بين المسيحيين والمسلمين في البلاد جيدة وهناك تعايش سلمي على الرغم من حدوث بعض الاعتداءات، بحسب مسح لمركز بيو للأبحاث نُشر عام 2013 يقول 10% من المسلمين الكينيين إن جميع المسلمين في بلدهم، أو الكثير منهم، معادون للمسيحيين، وفقاً لمسح أجراه مركز بيو للأبحاث حول مسلمي العالم. ونحو 21% من تم استطلاع آرائهم من المسلمين في كينيا يقولون إن كل أو معظم أو كثير من المسيحيين معادون للمسلمين. وبحسب مركز بيو للأبحاث حوالي 45% من المسلمين الكينيين يقولون إنهم يعرفون بعضًا أو كثيرًا عن المعتقدات المسيحية، ويقول حوالي 54% من المسلمين الكينيين أنَّ المسيحية تختلف كثيراً عن الإسلام، بالمقارنة مع 42% منهم يقولون أنَّ للمسيحية الكثير من القواسم المشتركة مع الإسلام. وقال 32% المسلمين الكينيين أنهم يشاركون في اجتماعات دينيَّة منظمة مع المسيحيين. وتظهر الفجوات الاجتماعية والاقتصادية بين المسيحيين والمسلمين من خلال التعليم حسث وجدت دراسة الدين والتعليم حول العالم قامت بها مركز بيو للأبحاث عام 2016 أنَّ المسيحيون يتفوقون تعليميًا في كينيا على المسلمين حيث أنَّ حوالي 11% من المسيحيين الكينيين غير حاصلين على تعليم رسمي مقابل 59% من المسلمين الكينيين.

## الطوائف المسيحية

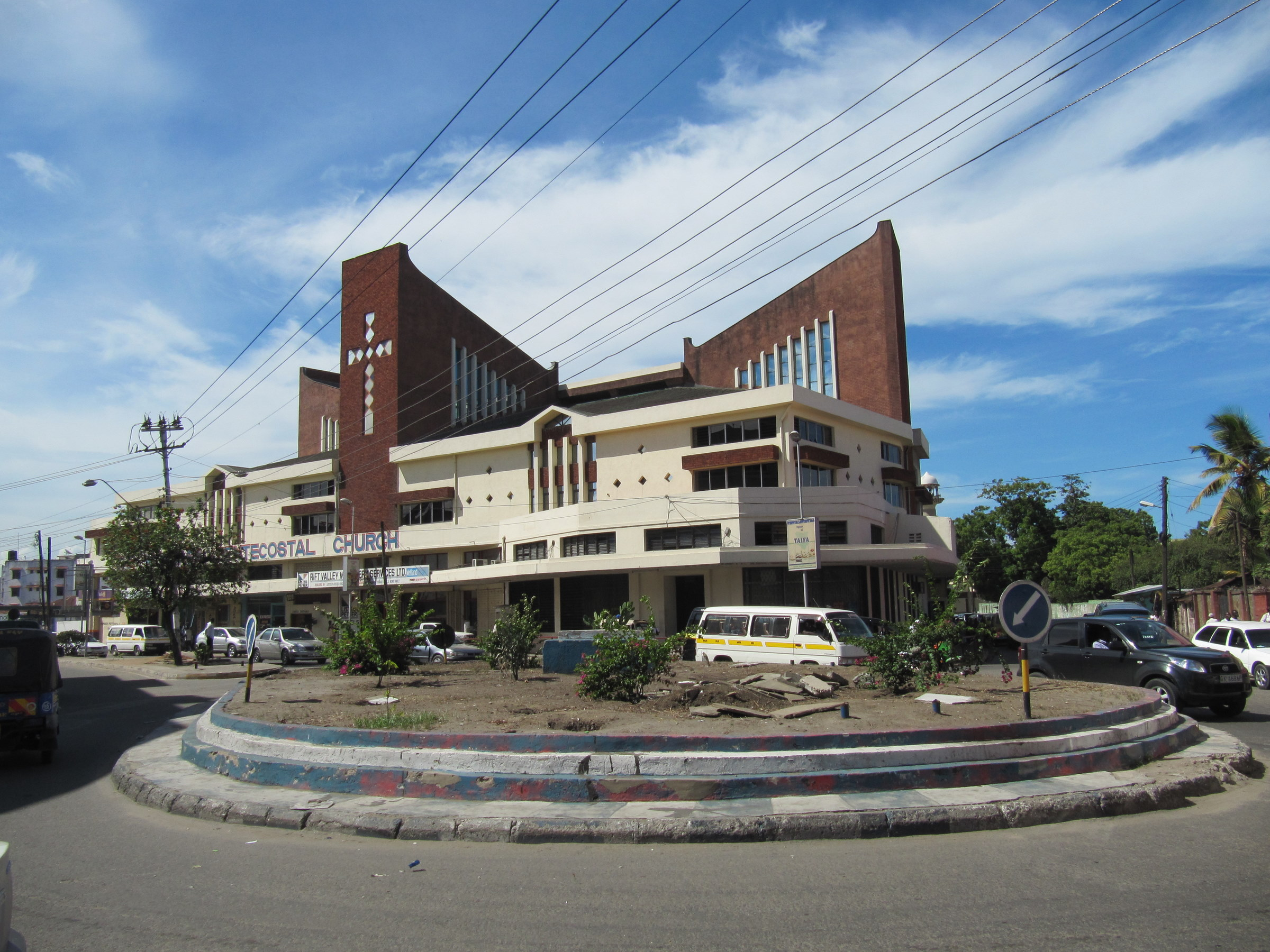
الكنيسة الخمسينية في مومباسا.

حالياً تعد الكنائس البروتستانتية الطوائف المسيحيَّة الرئيسية في كينيا، ويشكل أتباعها بين حوالي 60% من التركيبة الدينية في البلاد وفقاً لتقديرات التعداد السكاني عام 2019. وتشمل هذه الكنائس الأنجليكانية، والمشيخية، والكالفينية، والميثودية، والمعمدانية، واللوثرية، والسبتيين والكنائس الخمسينية. وتضم كنيسة كينيا الأنجليكانية حوالي خمسة 4.5 مليون عضو، ويتبع الكنيسة المشيخية في شرق أفريقيا حوالي ثلاثة ملايين عضو. في حين يُمثل أتباع الكنيسة الرومانية الكاثوليكية حوالي 20.4% من السكان أي حوالي 9.7 مليون شخص، ويتوزع كاثوليك البلاد على أسقفيَّة وأربعة أبرشيات.
تضم البلاد على عدد من الكنائس والطوائف المسيحية الأخرى والتي وفقاً لتقديرات التعداد السكاني عام 2019 تصل أعدادها إلى حوالي 1.7 مليون شخص، وتشمل هذه الطوائف كل من الكنيسة الأرثوذكسية الشرقية والتي ضمت حوالي 650 ألف عضو في عام 2010، والكنيسة الرسولية الجديدة، وشهود يهوه والذين يُشكلون حوالي 11.8% من السكان. لدى كنيسة يسوع المسيح لقديسي الأيام الأخيرة أكثر من 10,000 عضو في 39 تجمع في كينيا، كما أنَّ لديها مركزين للتاريخ العائلي.

### البروتستانتية

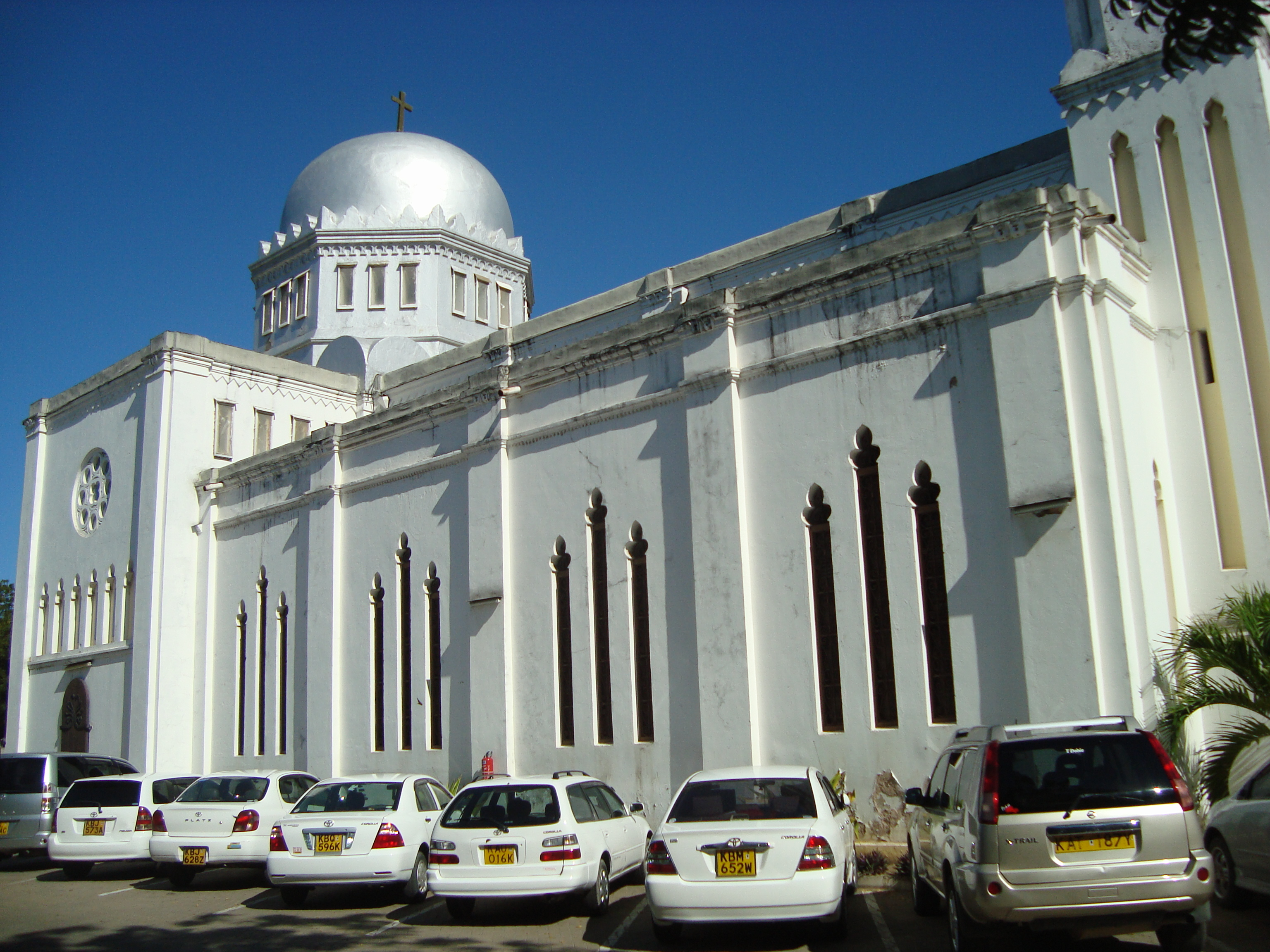
الكاتدرائية الأنجليكانية في مومباسا.

وفقاً لتقديرات مركز بيو للأبحاث عام 2010 يُشكل أتباع الطوائف البروتستانتية المختلفة حوالي 59.6% من السكان أي حوالي 24.1 مليون نسمة. وتشمل هذه الكنائس الأنجليكانية والمشيخية والكالفينية والميثودية والمعمدانية واللوثرية والسبتيين والكنائس الخمسينية. وفقاً لتعداد السكان عام 2019 يشكل أتباع الطوائف البروتستانتية التقليدية حوالي 33.4% من السكان أي حوالي 15.7 مليون شخص، في حين تُشكل الكنائس الإنجيلية حوالي 20.6% من سكان البلاد أي أكثر من 9 ملايين شخص، ويُشكل أتباع الكنائس الأفريقية المسيحية النسبة المُتبقية ويتبعها حوالي 3.9 مليون شخص. بحسب دراسة تعود إلى عام 2015 حوالي 70,000 مواطن مُسلم كيني تحول إلى المسيحية، معظمهم تحول للمذهب البروتستانتي. مارست عدَّة مُجتمعات مسيحيَّة في البلاد عادة ختان الإناث بسبب العادات والتقاليد المحليَّة، ولم تظهر مُعارضته في كينيا إلَّا على يد البعثات التبشيريَّة الأوروپيَّة.
تعتبر الكنيسة الأنجليكانية واحدة من كبرى الطوائف البروتستانتية في البلاد، ويصل تعداد أعضاء الكنيسة حوالي 4.5 مليون أو 10.6% من مجمل سكان البلاد. تأسست الكنيسة الأنجليكانية في البداية كأبرشية شرق أفريقيا الاستوائية والتي ضمت كل من أوغندا وكينيا وتنزانيا في عام 1884، مع تنصيب جيمس هانينجتون كأول أسقف لها. ومع ذلك، كان النشاط التبشيري البروتستانتي موجود في المنطقة منذ عام 1844، عندما وصل يوهان لودفيغ كرابف، المبشر اللوثري إلى مومباسا. في عام 1898 انقسمت الأبرشية إلى قسمين، وهي أبرشية مومباسا الجديدة والتي شملت في حدودها كل من كينيا وشمال تنزانيا، وأصبحت الأبرشية الأخرى في وقت لاحق كنيسة أوغندا الأنجليكانية. تم فصل شمال تنزانيا عن الأبرشية في عام 1927.
بدأت التحويلات الجماهيريَّة للأفارقة نحو المسيحية في وقت مبكر من عام 1910. في عام 1955 تم تعيين الأسقف الإفريقي الأول للكنيسة الأنجليكانية وهو فيستو أولانغ وأوباديا كاريوكي من قبل جيفري فيشر رئيس أساقفة كانتربري. في عام 1960 تم تشكيل مقاطعة شرق أفريقيا الكنسيَّة، والتي ضمت كل من كينيا وتنزانيا، وتم تنصيب ليونارد جيمس بيتشر كمطران لها. لاحقاً تم تقسيم المقاطعة إلى قسمين، حيث كان فيستو أولانج أول رئيس أساقفة أفريقي لمقاطعة كينيا الجديدة في عام 1970. وكان ماناسيس كوريا رئيس أساقفة كينيا من عام 1980 إلى 1994. المطران الحالي هو جوزيف أولي سابيت، الذي تولى منصبه منذ عام 2016.

## الحضور في المجتمع

### الجدل حول ختان الإناث

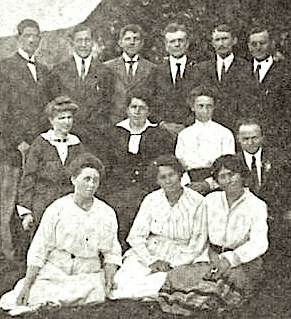
المُبشِّرة الأمريكيَّة هيلدا شتومپف التي قُتلت في مُستعمرة کیکویو سنة 1930 بسبب مُناهضتها خِتان الإناث.

شرعت البعثات التبشيريَّة الپروتستانتيَّة في المُستعمرات البريطانيَّة الشرق أفريقيَّة (كينيا المُعاصرة) تُقاومُ خِتان الإناث خِلال أوائل القرن العشرين، عندما انضمَّ الطبيب الإسكتلندي الدكتور جون آرثر إلى بعثة الكنيسة الإسكتلنديَّة في مُستعمرة «کیکویو» بِوسط كينيا، وعمل جاهدًا لِمنع تلك العادة وإيقافها بين السُكَّان الأصليين لِلبلاد. وكان أغلب الأهالي الذين يختنون أولادهم، الصبيان والبنات على حدٍ سواء، ينتمون إلى قوميَّة الكيكويو، وهي القوميَّة الأكبر والأكثر انتشارًا في البلاد الكينيَّة، وكان بِالإمكان التمييز بين أبنائها وأبناء سائر العرقيَّات بِسبب عادة الخِتان نفسها، إذ أنَّ الكيكويو كانوا يختتنون دون سواهم، ويُسمُّون العمليَّة «إيروا». أمَّا نمط الخِتان الذي كانت تتعرَّض لهُ البنات فكان من النمط الثاني بِحسب الظاهر، أي استئصال البظر والشفرين الكبيرين والصغيرين، أو إزالة الشفرين الصغيرين فقط، وبالنسبة لِلذُكور فكانت تُزال القلفة فحسب. أمَّا نساء الكيكويو غير المختونات فكُنَّ يُنبذن من المُجتمع.
بدايةً من سنة 1925، وانطلاقًا من بعثة الكنيسة الإسكتلنديَّة، أقدمت عدَّة بعثات تبشريَّة في أفريقيا على حظر خِتان النساء بين النصارى والمُتنصرين الأفارقة، الأمر الذي تسبب بترك الكثير من الأفارقة لِهذه الكنيسة وطُرد الكثيرون غيرهم. جعلت هذه المُواجهة بين الكنيسة وأهالي البلاد المُتمسكين بِعاداتهم وتقاليدهم، جعلت من الخِتان نُقطةً محوريَّة في حركة الاستقلال الكينيَّة؛ وقد عُرفت الفترة المُمتدَّة بين سنتيّ 1929 و1931 في تاريخ البلاد باسم «عهد الجدال حول خِتان الإناث». في سنة 1929، بدأ المجلس التبشيري في كينيا يُشيرُ إلى خِتان الإناث على أنَّهُ «التشويه الجنسي لِلنساء» مُستبعدًا إيَّاه من نطاق الأفعال الهادفة إلى الطهارة أو الحفاظ على التقاليد المحليَّة، فأصبح موقف المرء من هذه المُمارسة يُنظر إليه على أنَّهُ علامة من علامات الولاء والإخلاص إمَّا لِلكنيسة أو لِجمعيَّة الكيكويو المركزيَّة. وقد بلغ الصراع الثقافي بين المُستعمرين وأهالي البلاد الأصليين مبلغًا كبيرًا أُريقت بِسببه الدماء، فقد اغتيلت المُبشرة الأمريكيَّة العاملة مع بعثة التبشير الأفريقيَّة هيلدا شتومپف سنة 1930، بسبب مُقاومتها لِهذه العادة بِشراسة، وعملها على زرع بُذور رفضها في عُقُول الطالبات المُنتسبات إلى المدرسة التي كانت تُديرُها. وقد أعلم حاكم كينيا اللورد أدوارد كريگ المكتب الاستعماري البريطاني أنَّ القاتل، الذي لم تُكشف هويَّته على الإطلاق، حاول ختن القتيلة بعد أن أنهى حياتها.

### السياسة

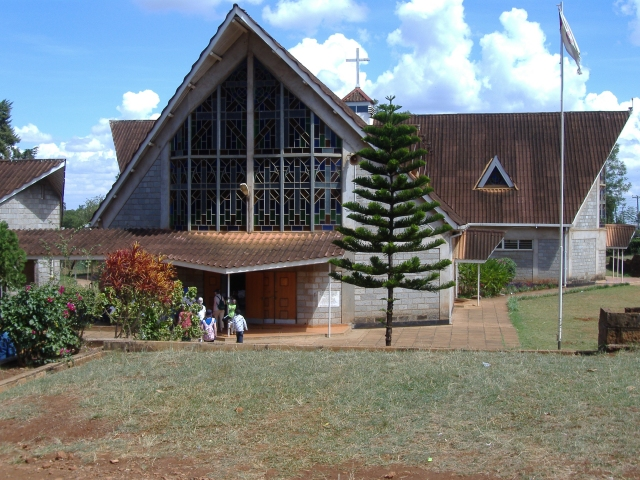
كاتدرائية القديس بولس الأنجليكانية في امبو.

كانت الكنيسة الكينية الأنجليكانية نشطة سياسياً طوال تاريخها. وباعتبارها الكنيسة الرسمية للقوة الإستعمارية البريطانية، تمتعت البعثات الأنجليكانية التبشيرية بمكانة متميزة، وندد الدعاة الإنجليكان بشدة بتمرد ماو ماو في عام 1950. وكان عدد من الموالين الكيكويو الذين رفضوا ماو ماو أعضاء في الكنيسة الأنجليكانية النشطة. عندما انتقل الرئيس دانيال أراب موي لتعزيز سلطته عن طريق قمع حرية التعبير والحد من المعارضة السياسيَّة، حث زعماء الكنيسة الأنجليكانية أتباعهم للدفاع عن الحقوق المدنية. ندد الأسقف ديفيد جيتاري بالضوابط الانتخابية في خطبة عام 1987 والتي تلقت انتقادات كبيرة من أنصار دانيال أراب موي، لكن قادة الكنيسة الآخرين سرعان ما انضموا إلى انتقادات جيتاري. في عام 1990 انتقد كل من الأسقف هنري أوكولو وألكسندر موغ تحقيق الدولة في مقتل وزير الخارجية المعتدل روبرت أوكو. وكان الاسقف موغ قد قُتل في حادث سيارة مشتبه به في وقت لاحق من العام بعد تلقى تهديدات مفتوحة من مسؤول حكومي. ودفع موته إلى قيام الأسقف جيتاري، وأوكولو، والقادة الأنجليكان الآخرين بدور عام أكثر نشاطاً، ودعم الانتقال إلى حكومة ديمقراطية متعددة الأحزاب. وأصبح جيتاري رئيس الأساقفة للكنيسة الأنجليكانية في عام 1995 وواصل مشاركة الكنيسة النشطة في الحقوق المدنية، وذلك باستخدام منصبه لتعزيز التغييرات الدستورية ولإنتخابات أكثر عدلاً.

### التعليم

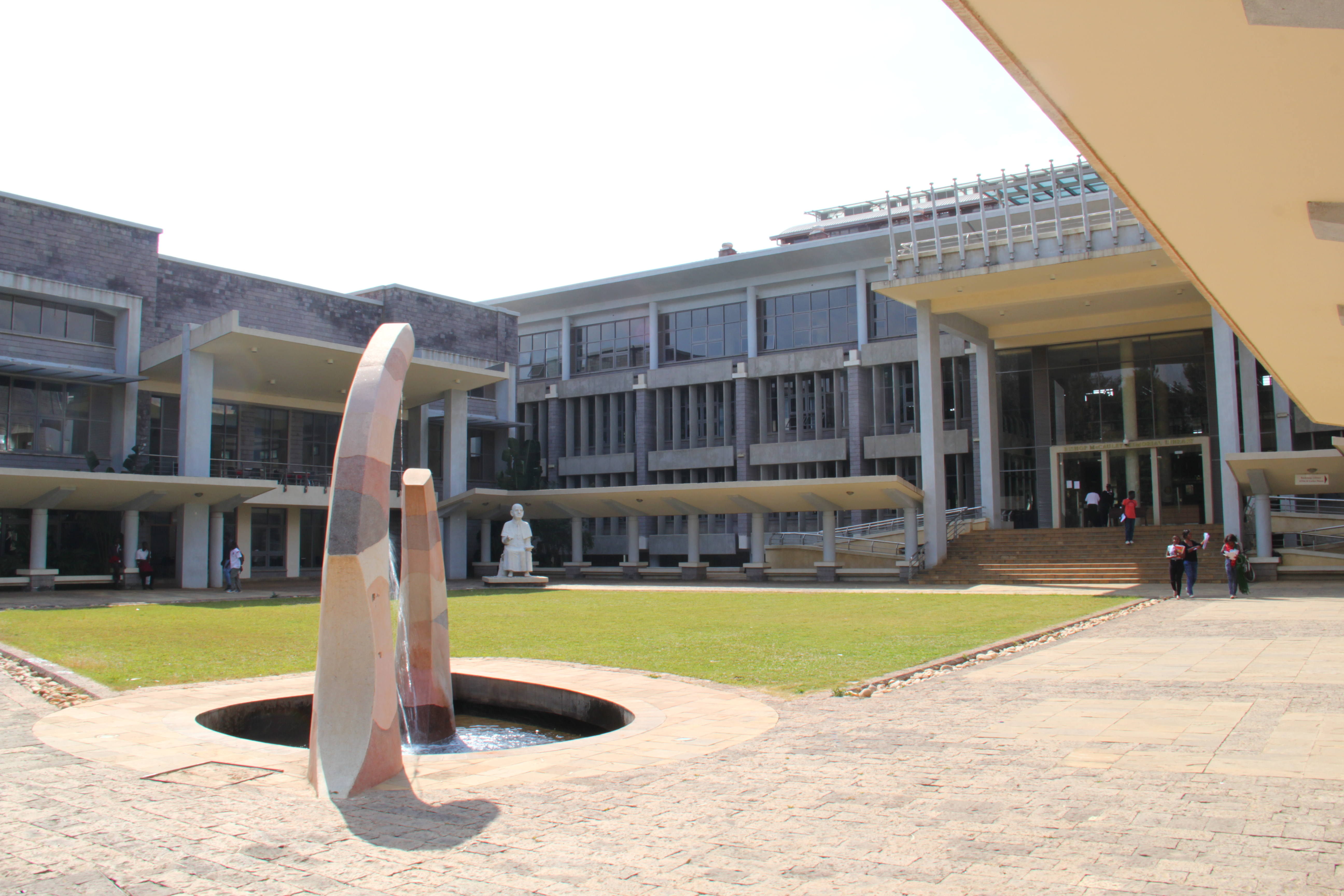
حرم الجامعة الكاثوليكية بشرق إفريقيا في نيروبي.

منحت السلطات البريطانية البعثات التبشيرية المسيحية فرص الحركة والإنتشار، وأٌسند لها الإشراف على التعليم، فشيّدَت المدارس والكنائس والمستشفيات، وطورت التعليم المهني والتعليم العام. بُنيت أول مدرسة تبشيرية في كينيا في راباي بالقرب من مومباسا في عام 1844 من قبل جمعية التبشير الكنسيَّة. كان رهبان الروح القدس أوائل المُبشرين الكاثوليك العاملين في الأراضي الكينية، وقد قدموا إلى البلاد في عام 1890 من أول قاعدة لهم في شرق إفريقيا في باغامويو بتنزانيا. وسُرعان ما أنشأوا محطة تبشيرية في بورا في عام 1891، وافتتحوا مدرسة سانت أوستن في نيروبي في عام 1899. قاد بيتر كاميرون سكوت المجموعة الأولى من بعثة التبشير الأفريقية قي كينيا في عام 1895 ونتيجة لذلك، زادت بعثة التبشير الأفريقية منذ ذلك الحين رعايتها المدرسية إلى ما مجموعه 3,500 مدرسة ابتدائية وثانوية في كينيا. بعد الاستقلال في عام 1963 حظي التعليم المسيحي في المدارس الرسمية في كينيا بأهمية، وأرتبط في تشكيل الهوية الوطنية للبلاد مع بعد الاستقلال.
وجدت دراسة الدين والتعليم حول العالم قامت بها مركز بيو للأبحاث عام 2016 أنَّ المسيحيون يتفوقون تعليميًا في كينيا على المسلمين حيث أنَّ حوالي 11% من المسيحيين الكينيين غير حاصلين على تعليم رسمي مقابل 59% من المسلمين الكينيين، وعزا بعض علماء الاجتماع ذلك إلى جوانب تاريخية مثل الأنشطة التبشيرية المسيحية خلال فترات الاستعمار الغربي، ويشير روبرت د. ودبيري عالم اجتماع في جامعة بايلور أن للمُبشرين البروتستانت في أفريقيا «كان لهم دور فريد في نشر التعليم الشامل» بسبب الأهمية الدينية لدراسة وقراءة الكتاب المقدس، حيث قام المُبشرين في ترجمة الكتاب المقدس للغات المحليَّة وفي إنشاء المدارس لتعزيز معرفة القراءة والكتابة، ويشير ناثان نان أستاذ الاقتصاد في جامعة هارفارد أنَّ التعليم «هو المكافأة الرئيسية قبل المبشرين لجذب الأفارقة للمسيحية». كما وشجع المبشرين البروتستانت على تعليم المرأة ومحو الأمية بين النساء.